# ダウンタウン・ディズニー
ダウンタウン・ディズニー (Downtown Disney District) は、アメリカ合衆国カリフォルニア州アナハイムのディズニーランド・リゾート内にあるショッピングモール。2001年1月12日開業。

## 概要
ダウンタウン・ディズニーはディズニーランド・リゾート内にある二つのディズニーパークのディズニーランドとディズニー・カリフォルニア・アドベンチャーの間に位置する。
1990年代後半に行われたディズニーランド・リゾートの大開発計画の一環として、元々ディズニーランドの駐車場だった場所に建設された。ダウンタウン・ディズニー内にはいくつものショップやレストランなどが立ち並び、さらにディズニーランド・モノレールの駅もあるため、パークのチケットを持っていればここからディズニーランドのトゥモローランド内へ移動することが出来る。

## レストラン
- カタール
- アール・オブ・サンドイッチ
- ESPNゾーン
- ハーゲンダッツ
- ハウス・オブ・ブルース
- ジャンバ・ジュース
- ラ・ブレア・ベーカリー
- ネープルズ・レストランテ・ピッツェリア
- ナポリーニ
- スターバックス
- レインフォレスト・カフェ
- ラルフ・ブレナン・ジャズキッチン
- トートリア・ジョー
- ウヴァ・バー
- ウェッチェル・プレッツェル

## ショップ
- アラモ・レンタカー
- アナとエルサのブティック
- ビルド・ア・ベア・ワークショップ
- ディズニー・ピントレーディング
- ディズニー・ヴォールト28
- D ストリート
- フォッシル
- ハウス・オブ・ブルース・ストア
- レゴ・イマジネーション・センター
- リトル・ミスマッチド
- マーセリン・コンフェクショナリー
- パール・ファクトリー
- レインフォレスト・カフェ リテイル・ショッピング・ビレッジ
- クイックシルバー
- ライダーマーカーズ
- サヌック
- セフォラ
- サムシング・シルバー
- サングラス・アイコン
- トラベレックス
- ワンダーグラウンド・ギャラリー
- ワールド・オブ・ディズニー